# Рош (Библия)
Рош (древнееврейск. רֹאשׁ «голова, главный») — слово, которое встречается в Библии, в книге пророка Иезекииля (Иез. 38-39) в выражении, которое в оригинале Библии на древнееврейском языке звучит как «גּוֹג אֶרֶץ הַמָּגוֹג, נְשִׂיא רֹאשׁ מֶשֶׁךְ וְתֻבָל» («гог эрец hамагог нэси рош мешех ветувал»). Еврейский язык не знает заглавных и строчных букв, поэтому слово «рош» (רֹאשׁ) в еврейском оригинале никак не выделено и написано как и все прочие слова обычными буквами.
Пророк Иезекииль, слово «рош» (רֹאשׁ) в этом предложении, видимо, использовал в значении «главный»: «Обрати лицо твое к правителю земли Магог, главному князю Мешеха и Фувала…».

## Латинский перевод
В английской Библии короля Якова (начало XVII века) слова «нэси рош» переведены как: the chief prince — буквально: «главный принц», «великий князь».
В таком же значении истолкованы эти слова и во французском переводе Библии — prince-chef.
В немецком переводе Мартина Лютера — der oberste fuerst.
Такое истолкование этих слов объясняется тем, что все перечисленные переводы ориентированы на латинский перевод Библии — Вульгату, где эти слова переведены как: princeps capitis.

## Греческий перевод
Только греческие переводчики, при переводе Библии, придали слову «рош» (רֹאשׁ) значение имени собственного: «И было ко мне слово Господне: сын человеческий! обрати лице твое к Гогу в земле Магог, князю Роша, Мешеха и Фувала (греч. ἄρχοντα Ῥώς, Μοσὸχ καὶ Θοβέλ), и изреки на него пророчество и скажи: так говорит Господь Бог: вот, Я — на тебя, Гог, князь Роша, Мешеха и Фувала! (греч. ἄρχοντα Ῥώς, Μοσὸχ καὶ Θοβὲλ)» (Иез. 38:1—3).
Таким образом, в славянской Библии, перевод которой делали с греческой Септуагинты, слово «рош» подано в греческой транслитерации («рос») — «князь Росъ». Возникший в результате такого перевода греко-библейский «князь Рос» теперь иногда рассматривается как один из прообразов эпического князя Руса (Роса).
Также народом Рос (Ρώς) в византийских источниках называли народ севера русь, совершавший набеги на Византию в IX—X веках. В связи с этим в современной литературе, включая богословскую (Игнатий Брянчанинов, 29 письмо Муравьеву-Карскому), используют слово рош как раннее свидетельство о Руси.